# Remzi Aydın Jöntürk
Remzi Aydin Jöntürk (15 de septiembre de 1936 – 2 de septiembre de 1987) fue un director de cine, actor, guionista y productor turco. Remzi dirigió más de 72 películas en su larga carrera.
Es acreditado por crear y dirigir algunos de los  más famosos ejemplos del cine turco que incluyen Yarinsiz Adam (El Hombre sin Mañana) y Yıkılmayan Adam (El Indestructible Hombre), ambos protagonizados por Cüneyt Arcaın como parte de su Trilogía El Adam. Es considerado uno  del más prominentes creadores de películas del cine turco de acción de 1970.

## Biografía
Jöntürk nació el 15 de septiembre de 1936 en Erzincan, Turquía. Estudió en colegio militar de Kuleli, y, posteriormente, en el Instituto de Periodismo y la Academia de Bellas Artes. Jöntürk entró en el cine durante la década de 1960 como diseñador de escenarios. En 1964, dirigió su primera película Zımba Gibi Delikanlı protagonizada por Yılmaz Güney. Murió el 2 de septiembre de 1987, a la edad de 50 años en un accidente de tráfico en Çanakkale, Turquía, solo 13 días antes de su cumpleaños 51.

## La prohibición deZindanen Alemania
Zindan (Prisión) una película de acción dirigida por Jöntürk en 1974, fue prohibida en Alemania en 1988. Aunque, actualmente, la prohibición no continua, Zindan sigue siendo el único título de película turca que se prohibió en Alemania debido al gore, la violencia y la crueldad que contiene.

## Filmografía
Películas como actor
- Malkoçoğlu Kara Korsan 1968[10]
- Aslan Bey 1968[11]
- Malkoçoğlu Krallara Karşı 1967[12]
- Başlık 1965[13]
- Kamalı Zeybek 1964

Películas como director
- Afrodit (Afrodita)1987[7]
- Yaralı Puede (Heridas del corazón) 1987
- Biraz Neşe Biraz "Keder" (a veces la felicidad, a veces, la tristeza) 1986
- Domdom Kurşunu (Escopeta) 1985
- Eroin Hattı (Conexión Heroína) 1985
- Altar de 1985[14]
- Geçim Otobüsü (Elección de Autobuses) 1984
- Halk Düşmanı (Enemigo del Estado) 1984
- Gracias A Kafadar (Cinco Amigos)1984
- Ikimiz De Sevdik (Ambos Nos enamoramos) 1983
- Puede Kurban (Víctima de la Vida) 1983
- Nikah (La Boda) 1983
- Aşk Adası (Isla del Amor) 1983
- Türkiyem 1983
- Bir Pazar Günü (Un Domingo) 1982
- Ağlayan Gülmedi mi? (Los Que Lloran También Se Ríen) 1982
- Milcan 1981
- Öğretmen Kemal (Kemal el Maestro), 1981
- Acı Gerçekler (Dolorosa Verdad) 1981
- Takip (Chase) 1981
- Unutulmayanlar  1981[15]
- Çile (Dolor)1980
- Çile Tarlası (Campo del Dolor) 1980
- Destan 1980
- Kara Yazma (Pañuelo Negro) 1979
- Hayat Harcadın Beni (Vida En Vano)1979
- Uyanış (Despertar) De 1978
- Kaplanlar Ağlamaz (Los Tigres no Lloran)1978
- Lekeli Melek (Ángel Teñido)1978
- Avare 1978
- Kan (La Sangre) 1977
- Yıkılmayan Adam (Hombre Indestructible)1977[16][17][18]
- Satılmış Adán (Se Vende Hombre) 1977[18]
- Şeref Yumruğu (Puño de Honor)1977[18]
- Hırçın Su (Chica) 1977
- Yarınsız Adán (el Hombre sin Mañana)1976
- Ölüme Yalnız Gidilir (Debe ir a la Muerte por sí Sola)1976
- Silahlara Veda (Adiós a las Armas)1976
- Tepedeki Ev (la Casa de la Colina)1976
- Hora Geliyor Hora (Aquí viene la Hora)1976
- Bir Defa Yetmez (Uno no es Suficiente)1975
- Isyan (Motín) 1975
- Macera (Aventura) 1975
- Yarınlar Bizim (Mañana es Nuestro) 1975
- Kahramanlar (Héroes) 1974
- Zindan (Prisión) 1974
- Sayılı Kabadayılar 1974
- Göç (Migración) De 1974
- Duvak 1973
- Pir Sultan Abdal 1973
- Arap Abdo (Abdo los Árabes)en 1973
- Elif Ile Seydo (Elif y Seydo)1972
- Intikam Kartalları ( Águilas de la Venganza) 1971
- Hasret 1971
- Kader Bağlayınca 1970
- Sevgili Muhafızım (Mi Bella Guardaespaldas)1970
- Avare 1970
- Yaralı Kalp (Heridos Hogar)1969
- Malkoçoğlu Cem Sultan 1969
- Malkoçoğlu - Kara Korsan 1968
- Cango Ölüm Süvarisi (aka Korkusuz Adam) (Cango, el Luchador de la Muerte)de 1967
- Malkoçoğlu - Krallara Karşı 1967
- Bir Şoförün Gizli Defteri 1967
- Eşkiya Celladı (Verdugo de los Bandidos)1967
- En Hırsızı Banuş ( Banush el Caballo Ladrón)1967
- Ve Silahlara Veda (Y Adiós a las Armas)1966
- Yaşamak Haram Oldu (la Vida se ha convertido en un Pecado)1966
- Göklerdeki Sevgili (Mi Amor en el Cielo) 1966
- Zorlu Düşman (Aunque El Enemigo) 1966
- Beyaz Atlı de Adán (El Hombre con Caballo Blanco) 1965
- Mağrur Ve Sefil (Víctima y Pobres) en 1965
- Zımba Gibi Delikanlı (Hetero)1964